# Ctenosciara hawaiiensis
Ctenosciara hawaiiensis är en tvåvingeart som först beskrevs av Hardy 1956.  Ctenosciara hawaiiensis ingår i släktet Ctenosciara och familjen sorgmyggor. Inga underarter finns listade i Catalogue of Life.